# Thomas Pereira
Thomas Pereira, född den 1 november 1645 i São Martinho do Vale i Famalicão i Portugal, död den 24 december 1708 i Peking i Kina, var en portugisisk jesuit och musiker som verkade som missionär i Kina från år 1672. 
Han var bland annat i Macao där han var inskriven vid St. Pauls universitetskollegium.
Pater Pereira knöts till Kangxi-kejsaren hov i Peking år 1673 som hovmusiker. Han och kejsaren blev vänner och kejsaren försökte senare att få den katolska kyrkan att utnämna Pereira till högste ledare för den katolska missionen i Kina. 
År 1689 sändes Pereira och hans medbroder pater Jean-François Gerbillon med de manchuriska förhandlarna som tolkar till Nibchu (Nertjinsk), där förhandlingar med Ryssland ledde till fördraget i Nertjinsk (år 1689), vilket innebar att ryssarna måste ge upp två utposter - varav den viktigaste var fortet Albazin, och att gränsen mellan Kina och Ryssland skulle gå längs Stanovojryggen (norr om Amur) och floden Argun.
Under perioden 1688 till 1694 var han, tillsammans med den franske jesuitpatern Antoine Thomas, de facto interimsdirektör för den kejserliga astronomibyrån, eftersom den egentliga ledaren inte var i Kina då. 
Det var särskilt inom musiken han utmärkte sig. Han författade ett viktigt traktat för den kinesiska publiken och europeisk musik, byggde en orgel och ett klockspel som båda användes i en av kyrkorna i Peking. Pater Pereira räknas som den som introducerade europeisk musik i Kina. Det var han som utvecklade kinesiska begrepp som översättning av västvärldens musikterminologi, och många av de uttrycken är fortfarande i bruk. 